# Sankt Ulrich am Waasen
Sankt Ulrich am Waasen  är en ort och tidigare kommun i Österrike. Den ligger i distriktet Leibnitz i förbundslandet Steiermark.
Kommunen slogs 1 januari 2015 samman med kommunen Heiligenkreuz am Waasen.
Kommunen bestod av två orter (Ortschaften) (inom parentes invånarantal 1 januari 2024):
- Sankt Ulrich am Waasen (690)
- Wutschdorf (140)